# روبرت جوستين
روبرت جوستين (بالإنجليزية: Robert Heath)‏ (31 أغسطس 1978 في المملكة المتحدة - ) هو لاعب كرة قدم بريطاني في مركز الوسط. لعب مع ستوك سيتي وستافورد رينجرز.

## وصلات خارجية
- روبرت جوستين على موقع قاعدة بيانات كرة القدم.إي يو (الإنجليزية)
- روبرت جوستين على موقع Soccerbase.com (لاعب) (الإنجليزية)